# Casa Terré
La Casa Terré era un edifici, avui dia desaparegut, situat a l'avinguda del Portal de l'Àngel, 21 (abans plaça de Santa Anna, 9) i el carrer de Santa Anna, 32 de Barcelona.

## Història

### Els Terré
Segons la documentació notarial, aquesta finca fou adquirida el 1336 per Pere Terré, ciutadà honrat i conseller en cap de Barcelona, a Guillem de Bellver, ardiaca de Lleida. El 1734, Maria de Terré i de Tamarit es va casar amb Ramon de Dalmases i de Vilana, i fruit d'aquest matrimoni fou Ramon de Corbera-Dalmases i Terré, casat amb Maria Teresa Sanç i de Sala-Vivet. El seu fill Marià Joaquim de Dalmases i Sanç es va casar Maria Teresa de Gomar i de Gomar.

### Filatura de la Companyia de Filats de Cotó
El 1784, Nicolas-Henry de Roux, marquès de Gaubert, va contractar dos maquinistes francesos per a construir dues màquines de filar Jenny de 36 fusos en un taller del carrer dels Escudellers. L'any següent, tenia a punt sis filadores, i sis més en construcció, i es proposava viatjar a França a buscar ajuda per a avançar en el seu projecte. Tanmateix, aquesta no va arribar, i el 1786, va vendre les màquines a la Reial Companyia de Filats de Cotó, que les va fer instal·lar a la fàbrica de Joan Salgado del carrer dels Còdols a canvi d'un lloguer de 220 lliures anuals. Tanmateix, la manca de llum i altres consideracions van fer que l'octubre del mateix any decidís traslladar-les a la casa Terré. Aquest emplaçament, a mig camí entre els centres de la Companyia al Raval i al barri de Sant Pere, garantia, a més, que el problema de la manca de llum no es repetís. El trasllat va començar el febrer del 1787, i el desembre del mateix any, la fàbrica va fer el primer repartiment de fil entre els fabricants d'indianes associats a la Companyia.

### Fàbrica d'indianes de Joan Coll i Cia
El 1788, els comerciants Joan Coll i Viladomiu, de Manresa, el seu cunyat Erasme de Gònima (casat amb la seva germana Ignàsia), i Josep Farguell i Canadell, de Berga, es van associar per a l'adquisició d'una fàbrica d'indianes al carrer de Montalegre, propietat de Llorenç Clarós i Cia. El 1792, Joan Coll i Josep Farguell formaren una societat per a fabricar indianes i altres pintats a Barcelona, a la que posteriorment s'afegiren Salvador Vaquer i Guix, de La Pobla de Lillet, i Ramon Farguell i Canadell, germà de Josep. A tal efecte, van comprar al comerciant Ramon Pujol i Prunés part d'un prat d'indianes a Sant Martí de Provençals que havia estat de Josep Glòria, i el 1793, adquiriren en emfiteusi a Ramon de Corbera-Dalmases i al seu fill Marià Joaquim l'antic casal, que tot seguit van fer reformar per a establir-hi la seva fàbrica.
Ramon Farguell va morir el 1809, i durant la Guerra del Francès s'incorporà a l'empresa Domènec Coll i Quer, hereu de Joan. El 1815, la societat es dissolgué, i Josep Farguell es quedà amb la propietat del casal i del prat a canvi d'indemnitzar Francesc Vaquer i Cavalleria (hereu de Salvador) i Domènec Coll amb 8.500 i 6.000 lliures, respectivament. El 1818, va demanar permís per a obrir un portal a la façana del carrer de Santa Anna segons el projecte del mestre de cases Joan Jaliné. Va morir l'any següent, succeït pel seu fill Pau Farguell i Llord, que també va morir aquell mateix any, deixant orfes tres fills menors d'edat: Joaquim, Josep i Dolors Farguell i Caum. El 1825, el seu tutor Antoni Castellana va demanar permís per a obrir un balcó a la cantonada, i novament el 1831 per a eixamplar les finestres, rebaixar la torratxa i realitzar altres reformes al segon pis, segons el projecte del mestre de cases Josep Gelabert.
Tanmateix, Coll hi va continuar la fàbrica de pintats, i el 1820 va demanar permís per a fer una petita obertura en una porta tapiada a la plaça de Santa Anna. Segons el Padró General de fabricants del 1829, hi tenia 20 taules de pintar, per les quals pagava voluntàriament una taxa de 200 rals. Morí cap al 1835 i fou succeït per la seva vídua Anna Sagristà, que a la Guía de forasteros en Barcelona del 1842 figurava amb una fàbrica de pintats a Ca l'Erasme i un prat a Sant Martí de Provençals.

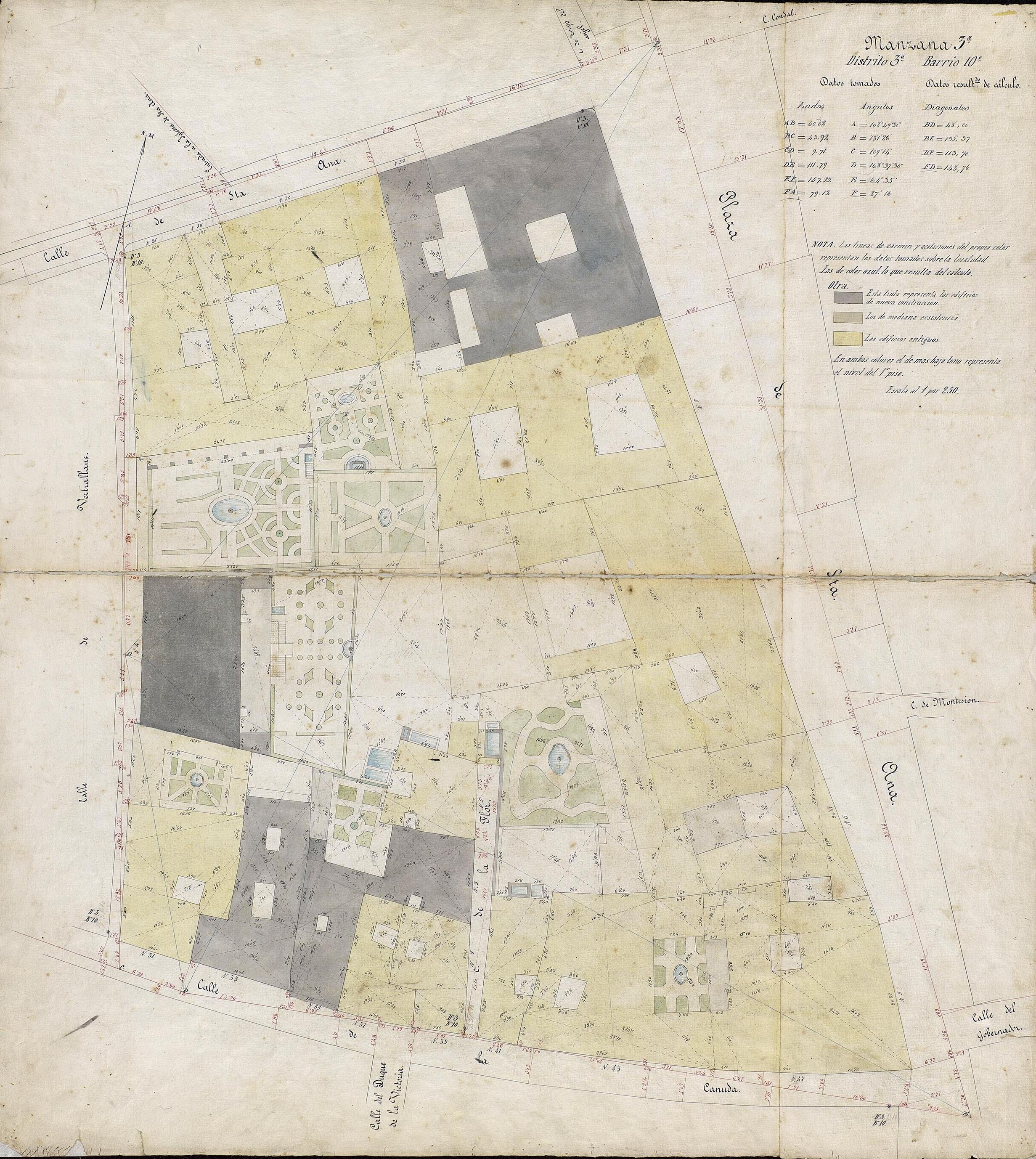
Quarteró de Garriga i Roca, núm. 68 (c. 1860)

### Filatura de cotó d'Albert Prats
Aquell mateix any hi havia la fàbrica de filats i troques de cotó d'Albert Prats i Baruta, que tenia un prat de blanqueig de teixits al carrer de Sant Pau. A finals del 1856, va adquirir en emfiteusi al propietari Joaquim Farguell i Caum la part de la finca ocupada per la «quadra» de l'interior de l'illa i de la casa al carrer de Santa Anna, 32, assumint en la seva totalitat el cens de 300 lliures que s'havia de pagar a Josep Maria de Dalmases i de Gomar. Tot seguit, va demanar permís per a enderrocar les construccions existents i aixecar-hi un edifici de planta baixa, entresol i tres pisos segons el projecte del mestre d'obres Felip Ubach. Finalment, va ser enderrocat a principis de la dècada del 1930 per a l'ampliació dels Magatzems Jorba.